# Lars Gabriel von Haartman
Lars Gabriel von Haartman, född den 23 september 1789, död den 16 december 1859 på sin egendom Lemsjöholm i Åbo skärgård, var en finländsk friherre och statsman.

## Biografi

### Tidiga år
Lars Gabriel von Haartman var son till Gabriel Erik von Haartman, professor i medicin vid Åbo Akademi. Haartman studerade dels vid Åbo (sedan 1804), dels vid Uppsala universitet. 

### Karriär
Medan fadern deltog i Finska deputationen till Sankt Petersburg, fick Haartman 1808 anställning som aktuarie vid ryska utrikesministeriet, sannolikt med särskild hänsyn till de finska angelägenheterna. 1809 antogs han som auskultant vid Åbo hovrätt, men redan i början av 1811 flyttade han tillbaka till Sankt Petersburg som tjänsteman i den temporära kommissionen för finska ärendenas beredning och övergick, sedan denna blivit upplöst, som expeditionssekreterare till den i slutet av året bildade Kommittén för finska ärenden. 
På denna plats (till 1819) och som ledamot i kommittén (till 1825) samt slutligen som adjoint hos statssekreteraren för finska ärenden fick Haartman utvecklas under ledning av G.M. Armfelt, R.H. Rehbinder med flera finska statsmän. Under tiden ihågkoms han med många utmärkelser och förtroendeuppdrag, bland vilka särskilt må nämnas ledamotskapet (1825) av en kommitté för ordnande av donationsförhållandena i Viborgs län, i vilken han röstade emot det förslag som senare lades till grund för 1826 års olycksdigra donationsförordning. 
År 1830 utnämndes Haartman till ledamot av senatens ekonomiedepartement och var 1831–40 landshövding i Åbo och Björneborgs län. Under denna tid tillförordnades han (1837) att som utomordentligt sändebud vid svenska hovet avsluta en handels-, sjöfarts- och vänskapstraktat med Sverige-Norge och fungerade därjämte dels som ledamot, dels som ordförande i flera viktiga kommittéer, bland vilka särskilt förtjänar att nämnas en för uppgörande av förslag till ökande av Finlands statsinkomster (1838) och en för avgivande av betänkande angående ordnande av landets penningväsen (1839).
De reformer Haartman i dessa kommittéer förberett fullföljde han med kraft, sedan han åter inträtt i senaten, 1840, som chef för finansexpeditionen och ordförande i en för myntrealisationen inrättad temporär avdelning av ekonomiedepartementet samt, 1841, som vice ordförande i detta departement. Tullförhållandena till Ryssland ordnades på ett för landet förmånligare sätt än förut, grundskatterna reglerades genom minskning av räntepersedlarnas antal, handel och näringar uppmuntrades och understöddes, Saimakanal påbörjades och fullbordades, i penningväsendet bragtes genom 1840 års myntrealisation större ordning och stadga än alltsedan 1809 varit rådande, och finanserna sattes för första gången i ett tillfredsställande skick, så att landet utan alltför stora finansiella rubbningar kunde genomgå Krimkriget med de kostnader och förluster, som detta medförde för statsverket. 
I rent politiska frågor leddes Haartman, liksom många av tidens statsmän, av byråkratiska och konservativa tendenser, vilka, trots hans banbrytande verksamhet på flera områden, gjorde honom föga populär hos hans samtida, i synnerhet sedan under 1850-talet liberalare idéer och strävanden fått insteg i sinnena. Sedan greve Berg blivit generalguvernör i Finland, uppstod mellan honom och senatens dittills allsmäktige ledare tvistigheter, vilka slutligen ledde till att Haartman 1858 begärde och erhöll avsked. År 1849 hade Haartman fått friherrlig värdighet.

### Familj
von Haartman var morfar till upptäcktsresanden Adolf Erik Nordenskiöld.

## Utmärkelser
- Sankt Alexander Nevskij-orden[2]

[Redigera Wikidata]